# دين كيلي
دين كيلي (بالإنجليزية: Dane Kelly) (9 فبراير 1991 بأبرشية سانت كاترين في جامايكا - ) هو لاعب كرة قدم جامايكي في مركز الهجوم. لعب مع تشارلستون بيتري وTivoli Gardens F.C. ‏ ونادي رينو 1868 وسويب بارك رينجرز.

## وصلات خارجية
- دين كيلي على موقع الدوري الأمريكي (الإنجليزية)
- دين كيلي على موقع قاعدة بيانات كرة القدم.إي يو (الإنجليزية)
- دين كيلي على موقع ناشيونال فوتبول تيمز (الإنجليزية)
- دين كيلي على موقع Soccerway.com (الإنجليزية)